# Amt Haßlinghausen
Das Amt Haßlinghausen war ein Amt im Landkreis Hagen (bis 1887), im Kreis Schwelm (bis 1929) und im Ennepe-Ruhr-Kreis (bis 1970).

## Geschichte
Das Amt entstand als Bürgermeisterei Haßlinghausen 1817 in Nachfolge der Mairie Haßlinghausen im Arrondissement Hagen im Département Ruhr des französischen Satellitenstaats Großherzogtum Berg. Preußen verwaltete provisorisch das Großherzogtum nach Abzug der Franzosen im Generalgouvernement Berg, bevor es auf dem Wiener Kongress das Gebiet endgültig zugesprochen bekam. Nach Gründung der Provinz Westfalen führte Preußen seine Verwaltungsstrukturen ein. Die Bürgermeisterei Haßlinghausen wurde zunächst dem Landkreis Hagen zugeordnet.
1844 wurde die Bürgermeisterei zu einem Amt umgewandelt. Zu dem Amt gehörten die Landgemeinden (Bauerschaften) Haßlinghausen, Gennebreck, Linderhausen und Hiddinghausen I (auch als Groß-Hiddinghausen bezeichnet). 1887 wurde es vom Landkreis Hagen abgespalten und dem neu gegründeten Kreis Schwelm zugeordnet. Dieser wurde 1929 aufgelöst und das Amt kam zum Nachfolger Ennepe-Ruhr-Kreis.
1937 wurden die Landgemeinde Hiddinghausen II (Klein-Hiddinghausen) vom Amt Sprockhövel abgespalten und mit der Landgemeinde  Hiddinghausen I vereint. Die neu gegründete Landgemeinde Hiddinghausen wurde anschließend dem Amt Haßlinghausen zugewiesen. Das Amt umfasste nun bis 1970 vier Gemeinden:
- Gennebreck
- Haßlinghausen
- Hiddinghausen
- Linderhausen

Das Amt wurde 1970 durch das Gesetz zur Neugliederung des Ennepe-Ruhr-Kreises aufgelöst. Linderhausen ging zum Großteil an Schwelm, Teile von Haßlinghausen gingen an Wuppertal, der Rest wurde zusammen mit den Gemeinden Obersprockhövel und Niedersprockhövel, die erst 1960 zur Gemeinde Sprockhövel vereint worden waren, zur Stadt Sprockhövel zusammengeschlossen.